# Brachymeria kafimu
Brachymeria kafimu är en stekelart som beskrevs av Rafi, Malik och M. Firoz Ahmed 1987. Brachymeria kafimu ingår i släktet Brachymeria och familjen bredlårsteklar.
Artens utbredningsområde är Pakistan. Inga underarter finns listade.